# Chris Sparling
Chris Sparling (Providence (Rhode Island), 21 de març de 1977) és un guionista, director i productor de cinema estatunidenc.

## Carrera
Després d'escriure, dirigir i actuar en diverses pel·lícules independents de baix pressupost, Sparling va tenir un èxit principal quan el guió de llargmetratge Buried (Enterrat) va ser comprat pel productor Peter Safran. El director espanyol Rodrigo Cortés i l'actor Ryan Reynolds van treballar en el projecte.
La pel·lícula es va estrenar al Festival de Cinema de Sundance del 2010 amb un gran elogi de la crítica i posteriorment fou venut a Lionsgate Films. Després de projectar-se a festivals de cinema d'arreu del món (inclòs el Festival Internacional de Cinema de Toronto, a més de guanyar el premi Méliès d'Or al Festival Internacional de Cinema Fantàstic de Catalunya va rebre una estrena cinematogràfica limitada al setembre de 2010, guanyant més de 18 milions de dòlars arreu del món. La pel·lícula es va estrenar en DVD el gener de 2011.
Sparling va ser guardonat amb el millor guió original als premis de la National Board of Review de 2010 per Buried i la pel·lícula va ser seleccionada com una de les 10 millors pel·lícules independents del 2010. També va guanyar un premi Goya al millor guió original de 2011, i també fou nominat a un premi Gaudí en la mateixa categoria.
Sparling va escriure posteriorment el guió d' ATM, un thriller de suspens produït per Peter Safran i rodat a Winnipeg (Manitoba) a la tardor de 2010 i estrenada el 2012 per IFC Films. També va escriure Reincarnate pel productor M. Night Shyamalan, la segona pel·lícula d'una serie de tres parts coneguda com The Night Chronicles.
El 2014, Sparling va ser contractada per Warner Brothers i Leonardo DiCaprio per adaptar la novel·la del crim Blood on Snow, escrita per l'autor Jo Nesbø. El mateix any, el seu guió original, The Sea of Trees, va entrar en producció, protagonitzat per Matthew McConaughey, Naomi Watts, i Ken Watanabe, i dirigit per Gus Van Sant.
Variety va nomenar Sparling un dels "10 guionistes per veure" al número de novembre de 2014. Dos mesos després, el thriller de terror de Sparling The Atticus Institute, que va escriure i dirigir, va ser estrenat per Anchor Bay Films. Universal Pictures va distribuir la pel·lícula internacionalment. El seu seguiment com a director, "Mercy", va ser llançat per Netflix el 2016

## Filmografia
- An Uzi at the Alamo (2005, també director)
- Balance (2007, també director)
- Buried (Enterrat) (2010)
- ATM (2012)
- The Atticus Institute (2015, tambe director)
- The Sea of Trees (2015, també productor)
- Mercy (2016, també director)
- The Warning (2018, guió adaptat)
- Down a Dark Hall (2018, guió adaptat)
- Greenland (2020)